# 哈萨克鲎虫目
哈萨克鲎虫目（学名：Kazacharthra）是一类已灭绝的鳃足类甲壳纲动物，似乎与目前仍然存活的背甲目（蝌蚪虾）有密切关系。哈萨克鲎虫目生活在中国西部、蒙古和哈萨克斯坦（它们的化石最早发现于此，因此得名）的上三叠统和下侏罗统的沼泽和池塘里。据推测，哈萨克鲎虫目的生活方式与他们的近亲非常相似，他们可能也是机会主义的杂食动物，以任何可能的食物来源为食，从细菌类生物到碎屑，再到可能被制服的较小动物（如无甲目、体型小的或最近孵化的两栖动物幼体、同一物种中的较小个体等）。

哈萨克鲎虫目与蝌蚪虾的区别在于，它们的体型更大（甲壳长度从0.6厘米到5厘米不等），拥有形状独特、高度硬化、高度矿化的甲壳和板状的尾节。它们的头胸甲有独特的结节图案，通常位于中央前方，这个结节可能容纳有复眼，也可能不容纳复眼。此外，哈萨克鲎虫目还有一其它形状的独特结节，这些结节可能代表下颌的附着部位。

## 分类
哈萨克鲎虫目目前包含一个科和七个属。
- †哈萨克鲎虫目 Kazacharthra Novojilov 1957
  - †坎土曼虫科 Ketmeniidae Novozhilov 1957 [Paratriopsidae Chernyshev 1940] 
    - †坎土曼虫属 Ketmenia Chernyshev 1940
      - †Ketmenia schultzi Chernyshev 1940

    - †阿拉木图虫属 Almatium Novozhilov 1957
      - †古氏阿拉木图虫 Almatium gusevi Novozhilov 1957

    - †属 Iliella Chernyshev 1940
      - †Iliella spinosa Chernyshev 1940

    - †属 Jeanrogerium Novojilov 1960
      - †Jeanrogerium sornayi Novojilov 1960

    - †属 Kungeja Novozhilov 1957
      - †Kungeja tchakabaevi Novozhilov 1957

    - †属 Kysyltamia Novozhilov 1957
      - †Kysyltamia tchiiliensis Novozhilov 1957

    - †属 Panacanthocaris Novozhilov 1957
      - †Panacanthocaris ketmenia Novozhilov 1957